# Trung đoàn Quân đội nhân dân Việt Nam
Trung đoàn trong Quân đội nhân dân Việt Nam là một tổ chức thấp hơn sư đoàn được biên chế trong đội hình của sư đoàn hoặc trung đoàn độc lập trong đội hình của quân đoàn, quân khu trong Quân đội nhân dân Việt Nam gồm các quân binh chủng hợp thành.

## Lãnh đạo chung
- Trung đoàn trưởng: 01 người, Thượng tá (nhóm 8), thường là Phó Bí thư Đảng ủy Trung đoàn
- Chính ủy: 01 người, Thượng tá (nhóm 8), thường là Bí thư Đảng ủy Trung đoàn
- Phó Trung đoàn trưởng kiêm Tham mưu trưởng: 01 người, Trung tá (nhóm 9), thường là Ủy viên Thường vụ Đảng ủy trung đoàn
- Phó Trung đoàn trưởng: 02 người, Trung tá (nhóm 9), thường là Ủy viên Đảng ủy Trung đoàn
- Phó Chính ủy: 01 người, Trung tá (nhóm 9), thường là Ủy viên Đảng ủy Trung đoàn

## Tổ chức chung

### Cơ quan trực thuộc
- Ban Tham mưu (nhóm 9)
- Ban Chính trị (nhóm 9)
- Ban Hậu cần - Kỹ thuật (nhóm 10)

### Đơn vị cơ sở trực thuộc
- Tiểu đoàn Bộ binh: 03 Tiểu đoàn (nhóm 10)
- Đại đội 14 Cối  (nhóm 12)
- Đại đội 15 SPG-9 (nhóm 12)
- Đại đội 16 Phòng không 12,7 mm (nhóm 12)
- Đại đội 17 Công binh (nhóm 12)
- Đại đội 18 Thông tin (nhóm 12)
- Đại đội 20 Trinh sát (nhóm 12)
- Đại đội 24 Quân y
- Đại đội 25 Vận tải
- Trung đội 23 Cảnh vệ (nhóm 14)
- Tiểu đội Kho Hậu cần
- Tiểu đội Sửa chữa vũ khí
- Tiểu đội Sửa chữa Thông tin
- Tiểu đội Nấu ăn

## Các loại hình trung đoàn
- Trung đoàn Thông tin
- Trung đoàn Tăng-Thiết giáp
- Trung đoàn Pháo binh
- Trung đoàn Đặc công
- Trung đoàn Công binh
- Trung đoàn Phòng hóa
- Trung đoàn Tên lửa
- Trung đoàn Ra đa
- Trung đoàn Vận tải
- Trung đoàn Trinh sát
- Trung đoàn Phòng không
- Trung đoàn Không quân
- Trung đoàn Bộ binh